# لورا الأصلية
لورا الأصلية هي رواية غير مكتملة كان يعمل عليها الكاتب الروسي فلاديمير نابوكوف عند وفاته في عام 1977. نشرت الرواية أخيرًا في 17 نوفمبر من عام 2009 ، بعد 30 عامًا من المناقشة المغلقة حولها. طلب فلاديمير نابوكوف من منفذي وصيته، قبل وفاته، أن تتلف رواية لورا الأصلية في حال توفي قبل إكمالها، ترددت عائلة نابوكوف في تنفيذ وصيته، لاعتقادهم بأنه من الممكن لهذه الرواية أن تكون على قدر عالٍ من الأهمية على الرغم من عدم اكتمالها. اطلع، خلال السنوات التالية، على محتويات رواية لورا الأصلية ابن نابوكوف وزوجته وعدد قليل من الأدباء فقط.
أعلن نجل نابوكوف «ديمتري نابوكوف» في شهر أبريل من عام 2008 عن وجود عدة خطط لنشر العمل، وهو ما وصفه برنامج الأخبار المسائية نيوزنايت الذي يعرض على تلفزيون بي بي سي تو، في وقت لاحق، بأنّه «من المحتمل أن يكون الحدث الأدبي الأهم لعام 2009». لكن، وعلى الرغم من ذلك، كانت تعليقات النقاد على الرواية فور صدورها سلبية للغاية، مع تركيز المعلقين على جودة اللغة التي كتبت فيها الرواية، وتوجيههم اللوم إلى منفذي وصية نابوكوف بسبب نشرهم العمل بحالته هذه.

## الحبكة
لخصت صحيفة التايمز البريطانية حبكة رواية «لورا الأصلية»، بعد عدة مناقشات مع باحثين غير معروفي الهوية، بما يلي:
فلورا، هي امرأة طائشة ومضطربة بشكل كبير، متزوجة من فيليب ويلد، العالم الذي يتسم بالبدانة المفرطة. رفعت فلورا دعوى قضائية على فيليب في بادئ الأمر بسبب امرأة أخرى «أورورا لي» كان فيليب واقعًا في حبها. تعتبر مواضيع الموت وما يكمن وراءه (المواضيع التي افتتن بها بابوكوف منذ نعومة أظفاره) هي المواضيع المركزية التي بنيت عليها الرواية. تبدأ أحداث الرواية في إحدى الحفلات، وتتبعها أربعة مشاهد متواصلة، وتصبح الرواية بعد هذه المشاهد الأولى أكثر تجزئة. لا توضح الرواية عمر فيليب وايلد، لكنه دائمًا ما يكون مشغول البال بأمر موته، واعتاد العملَ على طمس شخصيته بالكامل من خلال التأمل، وهو أحد أنواع عملية محو الذات الذاتي المتعمد.

## خلفية
ذكر نابوكوف رواية لورا الأصلية لأول مرة، وفقًا لمذكراته، في الأول من ديسمبر من عام 1974 تحت عنوان «الموت أمر ممتع»، وذكر، في وقت ما من صيف عام 1974، بأن القصة قد اكتملت في ذهنه، وبدأت حالته الصحية بالتدهور بسرعة منذ ذلك الحين. كان نابوكوف، عندما توفي في شهر يوليو من عام 1977، لا يزال يعمل على روايته الجديدة، وكان اسم الرواية حينها نقيض لورا، ليستقر أخيرًا قبل وفاته على عنوان لورا الأصلية. تتكون المخطوطة غير المكتملة للرواية من 138 بطاقة فهرسة مكتوبة بخط يد نابوكوف، وهو ما يعادل 30 صفحة مخطوطة تقريبًا. كان استخدام بطاقات الفهرسة أمرًا مألوفًا بالنسبة لنابوكوف، وكانت الأساس للعديد من أعماله، كـ لوليتا وبيل فاير.

## معضلة منفذ الوصية
كان نابوكوف شخصًا مثاليًا، وكان واضحًا جدًا بشأن رغبته بإتلاف أعماله غير المكتملة بعد وفاته. أصبح كل من زوجة نابوكوف، فيرا، وابنهما ديمتري، الأوصياء على الأعمال الأدبية لفلاديمير، لكنهما تجاهلا في نهاية الأمر إرادته، ولم يتلفا مخطوطات رواية لورا الأصلية. ذكر الابن ديمتري بأن والدته فيرا نابوكوف «قد فشلت في تنفيذ هذه المهمة، فأجلتها بسبب عمرها، وبسبب حبها اللامحدود له». وضع الاثنان المخطوطات الخاصة بفلاديمير نابوكوف في قبو بنك سويسري، حيث بقيت فيه حتى نشرت في نهاية الأمر. توفيت فيرا في عام 1991، وظل، بعد ذلك، الابن «ديمتري» الوصي الوحيد على الإرث الأدبي لوالده. تردد ديمتري بشأن نشر المخطوطات الخاصة بأبيه، فقد شعر بأنه ملزم بتنفيذ وصية والده من جهة، وشعر، من جهة أخرى، بأن كتاب لورا الأصلية كان «كتابًا عبقريًأ ومبتكرًا، وربما كان أيضًا جوهريًا للغاية، وكان يختلف، من الناحية الأدبية، عن بقية أعماله». أشار ديمتري إلى أنّ «والده، أو كما وصفه «ظلال والده»، لن يعارض نشر رواية «لورا» طالما أن لورا قد نجت من الإزعاج المستمر طوال هذه المدة».